# Montclar (Alpes da Alta Provença)
Montclar é uma comuna francesa na região administrativa da Provença-Alpes-Costa Azul, no departamento dos Alpes da Alta Provença. Estende-se por uma área de 23,4 km².